# Onjon
Onjon est une commune française, située dans le département de l'Aube en région Grand Est.

## Géographie
|                 | Longsols      |             |
|                 | Onjon         | Val-d'Auzon |
| Bouy-Luxembourg | Rouilly-Sacey | Piney       |

Onjon fait partie de la grande plaine de la Champagne pouilleuse : c'est-à-dire que le pays n'est ni accidenté, ni montagneux, ni plat. Le sol présente une, assez grande, quantité de petits monticules dont le plus élevé atteint à peine 200 mètres. Ces monticules sont en général de très peu d'étendue, ils laissent entre eux des vallées étroites et peu profondes dont plusieurs n'ont pas d'issue. C'est à cause de la grande quantité de ces vallées que le sol, bien qu'étant d'une certaine aridité, produit cependant d'assez bonnes récoltes. Le village occupe le fond et les pentes d'un vallon ouvert au nord et au sud et qui coupe le territoire en deux parties égales.
Les limites sont indiquées par des terrains vagues appelés « confins » : on dira par exemple « la confin » de Longsols. La voie de Troyes à Lesmont et à Montiérender, comme le nom de Chemin-de-Sorges, dite aussi Chemin-des-Romains, sépare le finage d'Onjon de celui de Piney.

### Toponymie
Onjon a été connu sous différentes formes comme :
- en 1145, Ungio ;
- en 1197, Honjon ;
- en 1200, Onjon ;
- en 1222, Ognon et Oignon ;
- en 1222, Oingnon ;
- en 1249, Onion ;
- en 1297, Onogoi ;
- au XVIIIe siècle, Onjo.

Le cadastre de 1819 cite au territoire : Bonne-Idée, Cerisiers, Closet, Cortin-Mortey, Maison-Dieu, Mal-Grange, Motte-Sautour, Moulin à Vent, Petit-Nuisement, Petit Onjon, Picotins, Pré Sainte-Marie, Tout-y-Faut, Valentine, Vide-Bourse et le Voué.

### Hydrographie
La commune est dans la région hydrographique « la Seine de sa source au confluent de l'Oise (exclu) » au sein du bassin Seine-Normandie. Elle est drainée par le Longsols,.
Le Longsols, d'une longueur de 17 km, prend sa source dans la commune de Rouilly-Sacey et se jette  dans l'Auzon à Brévonnes, après avoir traversé sept communes.

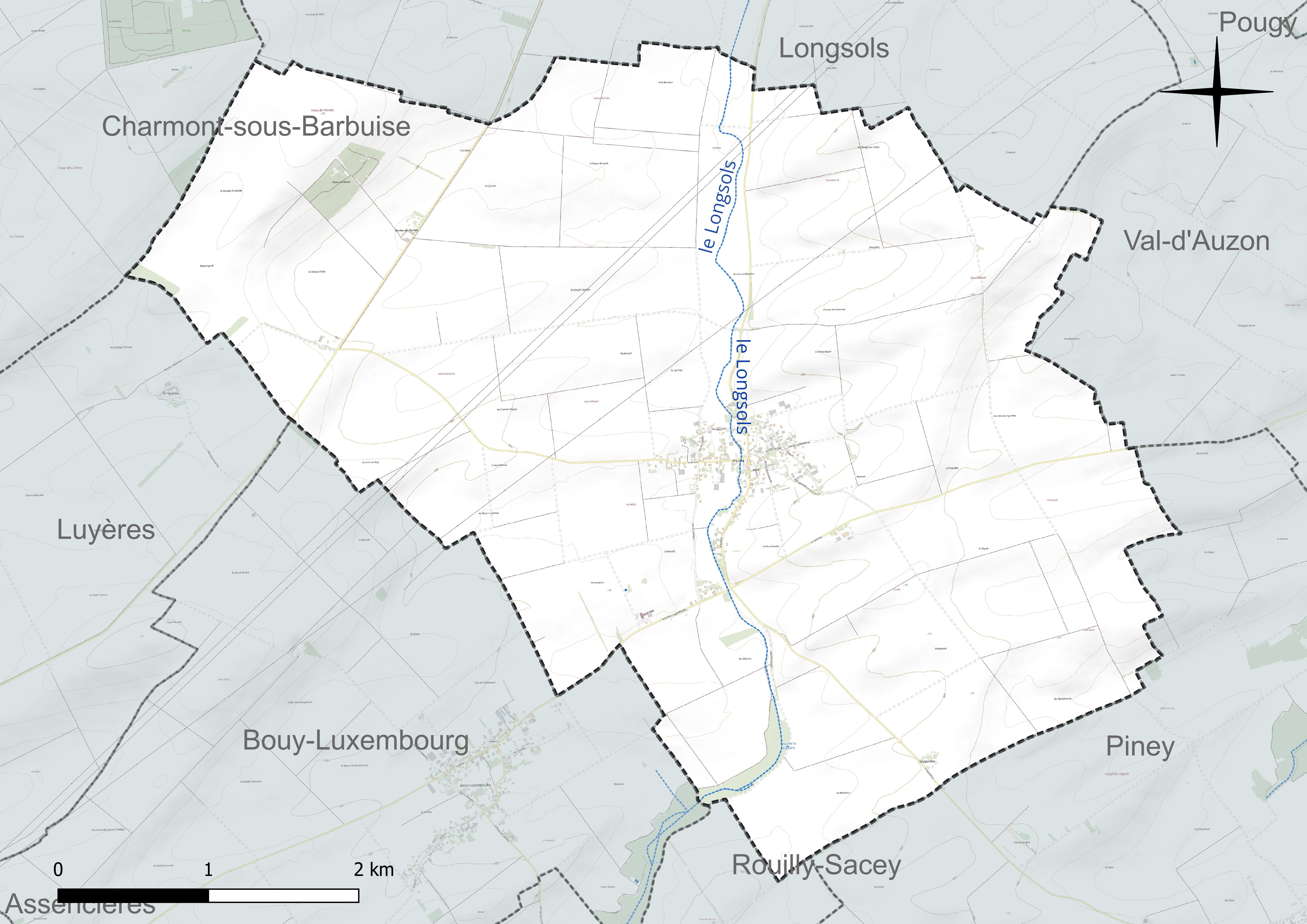
Réseau hydrographique d'Onjon.

### Climat
Pour des articles plus généraux, voir Climat du Grand Est et Climat de l'Aube.
En 2010, le climat de la commune est de type climat océanique dégradé des plaines du Centre et du Nord, selon une étude du Centre national de la recherche scientifique s'appuyant sur une série de données couvrant la période 1971-2000. En 2020, Météo-France publie une typologie des climats de la France métropolitaine dans laquelle la commune est exposée à un climat océanique altéré et est dans une zone de transition entre les régions climatiques « Nord-est du bassin Parisien » et « Lorraine, plateau de Langres, Morvan ».
Pour la période 1971-2000, la température annuelle moyenne est de 10,5 °C, avec une amplitude thermique annuelle de 15,9 °C. Le cumul annuel moyen de précipitations est de 745 mm, avec 11,8 jours de précipitations en janvier et 8,1 jours en juillet. Pour la période 1991-2020, la température moyenne annuelle observée sur la station météorologique de Météo-France la plus proche, « Mathaux-Étape », sur la commune de Mathaux à 15 km à vol d'oiseau, est de 11,5 °C et le cumul annuel moyen de précipitations est de 733,9 mm. 
La température maximale relevée sur cette station est de 41,5 °C, atteinte le 25 juillet 2019 ; la température minimale est de −18 °C, atteinte le 2 janvier 1997,,.
Les paramètres climatiques de la commune ont été estimés pour le milieu du siècle (2041-2070) selon différents scénarios d'émission de gaz à effet de serre à partir des nouvelles projections climatiques de référence DRIAS-2020. Ils sont consultables sur un site dédié publié par Météo-France en novembre 2022.

## Urbanisme

### Typologie
Au 1er janvier 2024, Onjon est catégorisée commune rurale à habitat dispersé, selon la nouvelle grille communale de densité à 7 niveaux définie par l'Insee en 2022.
Elle est située hors unité urbaine. Par ailleurs la commune fait partie de l'aire d'attraction de Troyes, dont elle est une commune de la couronne,. Cette aire, qui regroupe 209 communes, est catégorisée dans les aires de 200 000 à moins de 700 000 habitants,.

### Occupation des sols
L'occupation des sols de la commune, telle qu'elle ressort de la base de données européenne d’occupation biophysique des sols Corine Land Cover (CLC), est marquée par l'importance des territoires agricoles (97,7 % en 2018), une proportion sensiblement équivalente à celle de 1990 (98 %). La répartition détaillée en 2018 est la suivante : 
terres arables (97,7 %), zones urbanisées (1,8 %), forêts (0,5 %). L'évolution de l’occupation des sols de la commune et de ses infrastructures peut être observée sur les différentes représentations cartographiques du territoire : la carte de Cassini (XVIIIe siècle), la carte d'état-major (1820-1866) et les cartes ou photos aériennes de l'IGN pour la période actuelle (1950 à aujourd'hui).

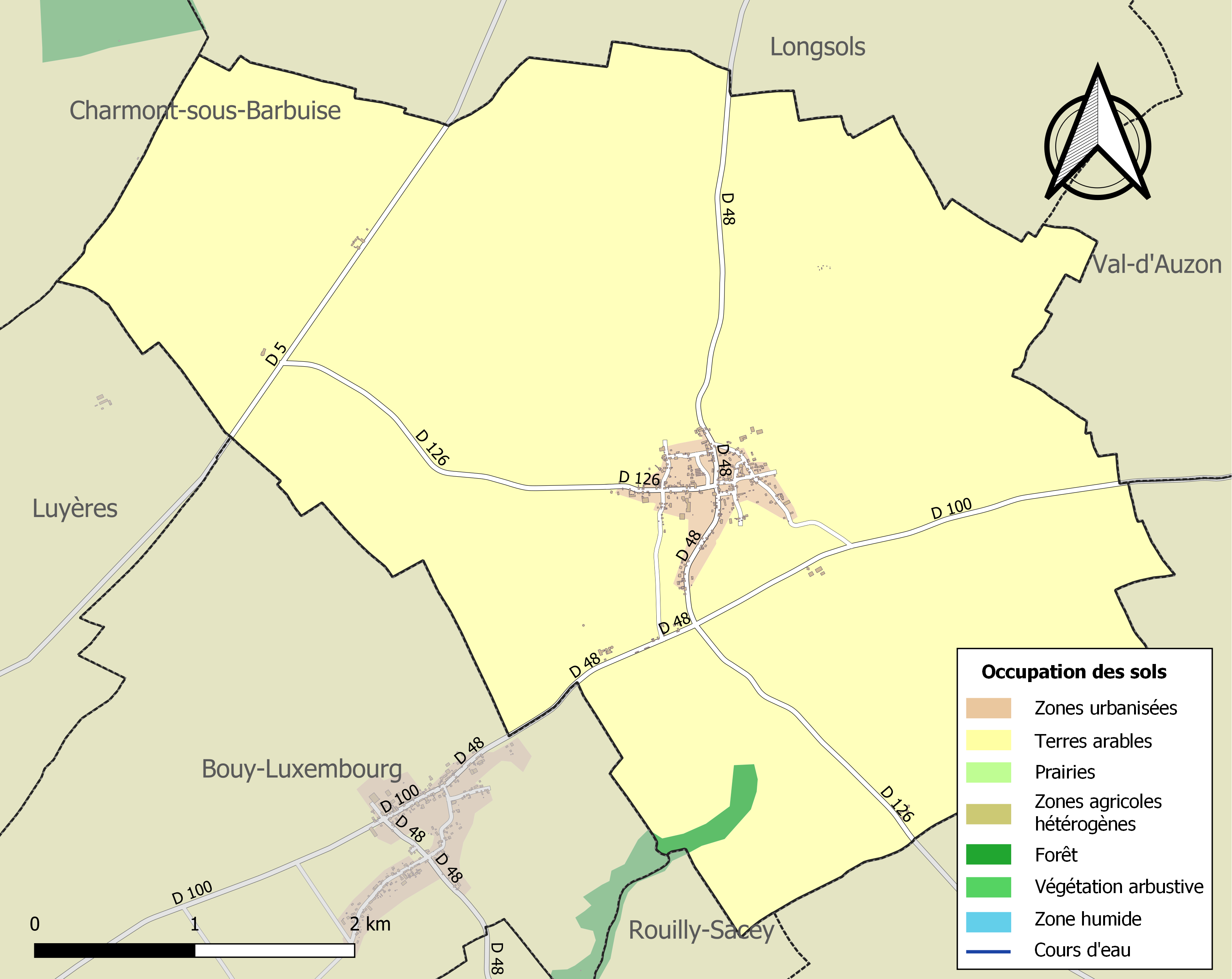
Carte des infrastructures et de l'occupation des sols de la commune en 2018 (CLC).

## Histoire
La seigneurie était aux comtes de Champagne, Henri en 1187 promit aux habitants de ne jamais les mettre hors de ses mains. Passant au roi de France avec le comté, c'est surement la base de la création d'une mairie royale.
Les habitants avaient usages communs avec les habitants de Piney, Brantigny au Thièmoy, ruisseau formé du grand et petit ru se jetant dans l'Auzon et en propre le Marais pour une pâture de quatre-vingt arpents ainsi que deux demi-journées  au Viel saulcé et Toutifau.
En 1789, la communauté dépendait de l'intendance et de la généralité de Châlons, de l'élection et du bailliage de Troyes.

## Politique et administration
Onjon était le siège d'une Mairie royale qui comprenait aussi Bouy-Luxembourg, Nuisement pour partie, Vau-Seurey, Tout-y-Faut. Entre le 29 janvier et le 29 novembre 1790, Onjon était chef-lieu de canton.
| Période                                  | Période  | Identité                                    | Étiquette | Qualité              |
| ---------------------------------------- | -------- | ------------------------------------------- | --------- | -------------------- |
| mars 2001                                | 2008     | Max Populus                                 |           |                      |
| mars 2008                                | En cours | Michel Canot Réélu pour le mandat 2020-2026 | DVD       | Agriculteur retraité |
| Les données manquantes sont à compléter. |          |                                             |           |                      |

## Démographie
L'évolution du nombre d'habitants est connue à travers les recensements de la population effectués dans la commune depuis 1793. Pour les communes de moins de 10 000 habitants, une enquête de recensement portant sur toute la population est réalisée tous les cinq ans, les populations de référence des années intermédiaires étant quant à elles estimées par interpolation ou extrapolation. Pour la commune, le premier recensement exhaustif entrant dans le cadre du nouveau dispositif a été réalisé en 2007.

En 2022, la commune comptait 260 habitants, en évolution de +4 % par rapport à 2016 (Aube : +0,7 %, France hors Mayotte : +2,11 %).
| 1793 | 1800 | 1806 | 1821 | 1831 | 1836 | 1841 | 1846 | 1851 |
| ---- | ---- | ---- | ---- | ---- | ---- | ---- | ---- | ---- |
| 536  | 521  | 493  | 462  | 425  | 449  | 437  | 416  | 408  |

| 1856 | 1861 | 1866 | 1872 | 1876 | 1881 | 1886 | 1891 | 1896 |
| ---- | ---- | ---- | ---- | ---- | ---- | ---- | ---- | ---- |
| 410  | 406  | 407  | 378  | 377  | 370  | 335  | 330  | 318  |

| 1901 | 1906 | 1911 | 1921 | 1926 | 1931 | 1936 | 1946 | 1954 |
| ---- | ---- | ---- | ---- | ---- | ---- | ---- | ---- | ---- |
| 317  | 331  | 309  | 318  | 302  | 283  | 273  | 269  | 300  |

| 1962 | 1968 | 1975 | 1982 | 1990 | 1999 | 2006 | 2007 | 2012 |
| ---- | ---- | ---- | ---- | ---- | ---- | ---- | ---- | ---- |
| 328  | 284  | 245  | 228  | 232  | 240  | 244  | 244  | 250  |

| 2017 | 2022 | - | - | - | - | - | - | - |
| ---- | ---- | - | - | - | - | - | - | - |
| 250  | 260  | - | - | - | - | - | - | - |

## Culture locale et patrimoine

### Lieux et monuments
- Église Saint-Parres d'Onjon.

L'ancien fief de la Motte-d'Ojon, il relevait de la Tour-Sainte-Parisse, ayant eu comme seigneurs : gaucher de Chamigny en 1399, Robert Fontanes en 1504, Nicole de Villemaur en 1556 jusqu'au sieur du Mottet en 1761.

### Héraldique
| Blason de Onjon | Blason  | Parti : au 1er de gueules à un lion d'argent, au 2e de sinople à une épée basse d'argent, garnie d'or et posée en bande, accompagnée de deux oignons du même, au chef d'azur chargé d'une bande d'argent accostée de deux doubles cotices potencées et contre-potencées d'or. |
| Blason de Onjon | Détails | Le statut officiel du blason reste à déterminer. |